# Jakovany
Jakovany (1927–1948 slowakisch „Jakoviany“; ungarisch Jákórésze – bis 1907 Jakoris) ist eine Gemeinde im Osten der Slowakei mit 349 Einwohnern (Stand 31. Dezember 2024). Sie gehört zum Okres Sabinov, einem Kreis des Prešovský kraj, sowie zur traditionellen Landschaft Šariš.

## Geographie

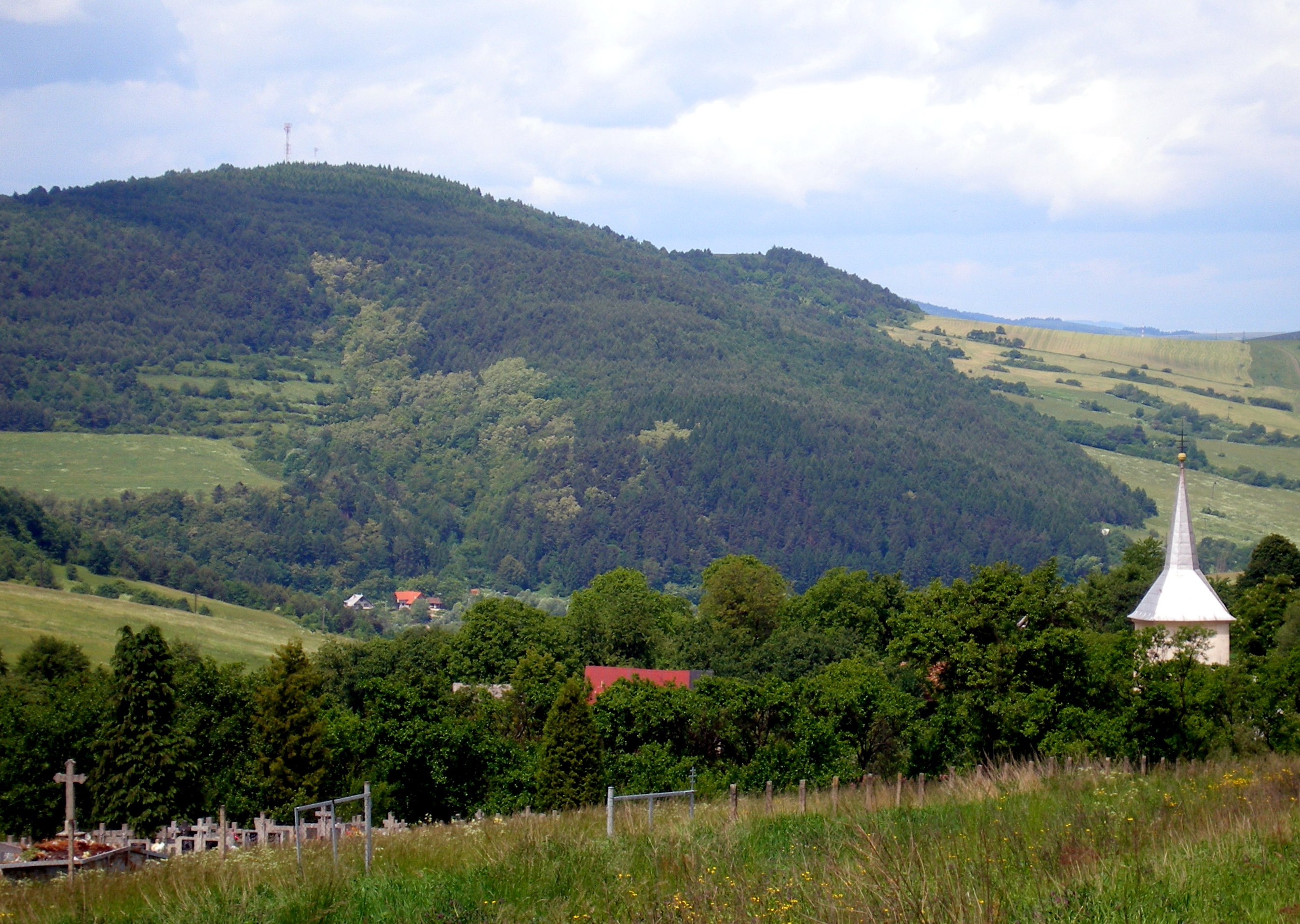
Jakovany und Umgebung

Die Gemeinde befindet sich am Südhang des Čergov-Gebirges im Tal des Jakoviansky potok (auch Jakovenka genannt) im Einzugsgebiet der Torysa. Das Ortszentrum liegt auf einer Höhe von 507 m n.m. und ist siebeneinhalb Kilometer von Sabinov entfernt.
Nachbargemeinden sind Olejníkov im Norden, Červená Voda im Osten, Pečovská Nová Ves im Süden und Ľutina im Westen.

## Geschichte

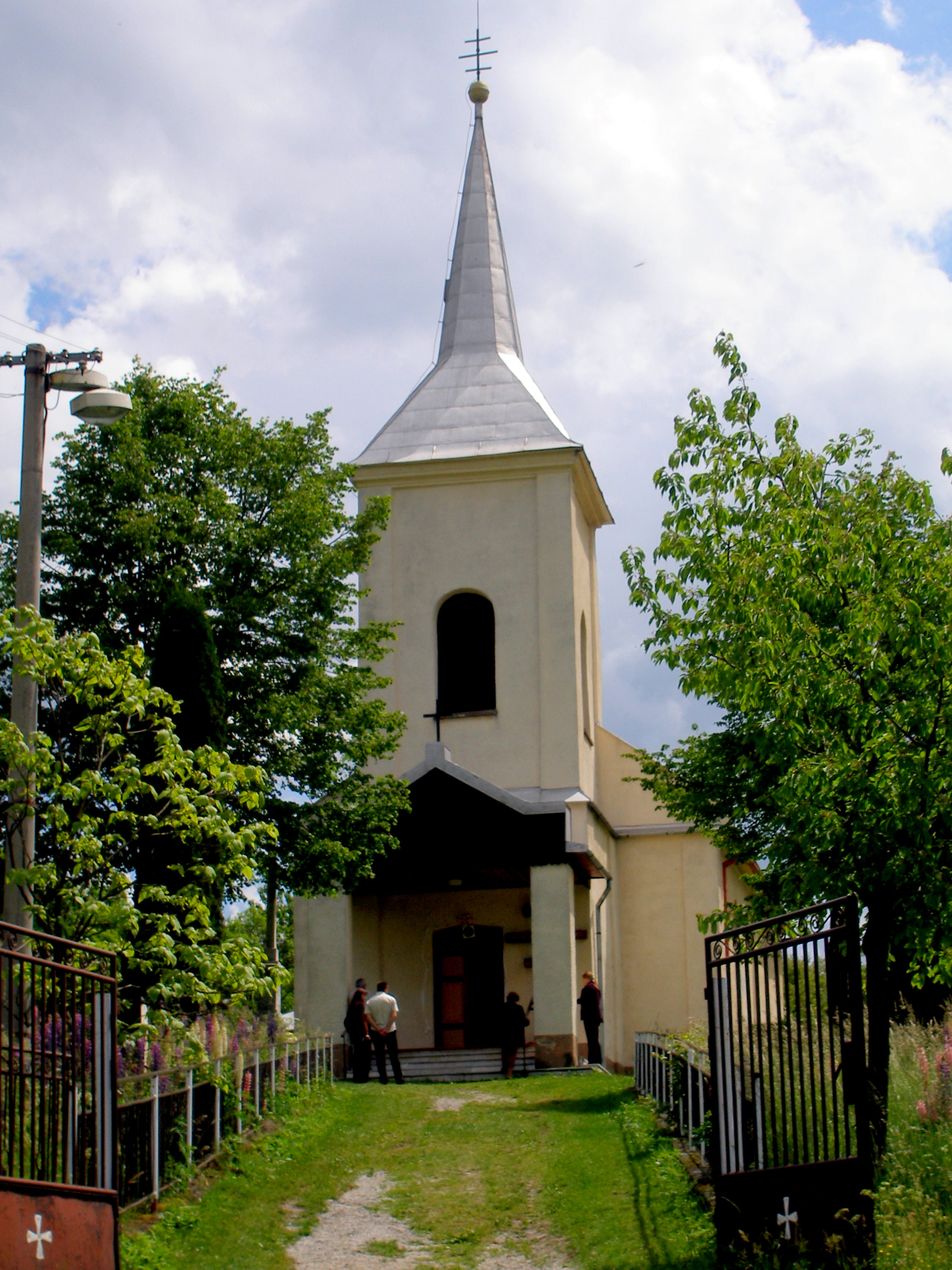
Griechisch-katholische Kirche

Jakovany wurde zum ersten Mal 1314 als Jakorezy schriftlich erwähnt. 1427 wurden bei einem Steuerverzeichnis 18 Porta verzeichnet. Später verloren die Bauern ihre Grundstücke und verarmten, sodass es im Jahr 1600 18 ausschließlich durch Untertanen bewohnte Häuser gab. Das Dorf lag anfangs im Herrschaftsgebiet der Burg Scharosch und wurde im 16. Jahrhundert Besitz des Geschlechts Péchy, die ihre Güter im Ort bis zum 20. Jahrhundert behielten. 1787 hatte die Ortschaft 28 Häuser und 177 Einwohner, 1828 zählte man 35 Häuser und 281 Einwohner, die als Landwirte und Waldarbeiter beschäftigt waren.
Bis 1918 gehörte der im Komitat Sáros liegende Ort zum Königreich Ungarn und kam danach zur Tschechoslowakei beziehungsweise heute Slowakei. In der ersten tschechoslowakischen Republik war Landwirtschaft die Haupteinnahmequelle der Bevölkerung. Nach dem Zweiten Weltkrieg arbeitete ein Teil der Einwohner in Industriebetrieben in Städten wie Sabinov und Košice.

## Bevölkerung
| Jahr                | 1994 | 2004    | 2014    | 2024    |
| ------------------- | ---- | ------- | ------- | ------- |
| Anzahl der Personen | 370  | 355     | 351     | 349     |
| Unterschied         |      | −4,05 % | −1,12 % | −0,56 % |

| Jahr                | 2023 | 2024    |
| ------------------- | ---- | ------- |
| Anzahl der Personen | 353  | 349     |
| Unterschied         |      | −1,13 % |

Nach der Volkszählung 2011 wohnten in Jakovany 346 Einwohner, alle davon Slowaken.
297 Einwohner bekannten sich zur griechisch-katholischen Kirche, 47 Einwohner zur römisch-katholischen Kirche und ein Einwohner zur orthodoxen Kirche. Bei einem Einwohner wurde die Konfession nicht ermittelt.

## Bauwerke und Denkmäler
- griechisch-katholische Kirche